# Calycina (superorde)
De Calycina zijn een superorde van zee-egels (Echinoidea) uit de infraklasse Carinacea.

## Families
- Orde Phymosomatoida †
  - Diplopodiidae Smith & Wright, 1993 †
  - Emiratiidae Ali, 1990 †
  - Heterodiadematidae Smith & Wright, 1993 †
  - Phymosomatidae Pomel, 1883 †
  - Polydiaematidae Hess, 1972 †
- Orde Salenioida
  - Acrosaleniidae Gregory, 1900 †
  - Goniophoridae Smith & Wright, 1990 †
  - Hyposaleniidae Mortensen, 1934 †
  - Pseudosaleniidae Vadet, 1999b †
  - Saleniidae L. Agassiz, 1838